# Crister S. Garrett
Crister Stephen Garrett (* 23. März 1962 in Middletown (Orange County, New York); † 6. März 2019 in Leipzig) war ein US-amerikanischer Amerikanist und Professor an der Universität Leipzig.

## Leben
Er erwarb den PhD an der University of California in Los Angeles. Anschließend lehrte er an der University of Wisconsin–Madison und dem Middlebury Institute of International Studies. Von 2008 bis 2012 war er Direktor des Instituts für American Studies an der Universität Leipzig und Professor für American Culture and History.
Seine Forschungsschwerpunkte waren amerikanische Politik und Gesellschaft. Mit Hilfe der Universität Leipzig und der US-Botschaft entwickelte er 2013 die American Space Leipzig Initiative, welche den Dialog zwischen den beiden Ländern fördern soll. In Lehre und Forschung konzentriert er sich darüber hinaus auf die aktuelle gesellschaftspolitische Veränderungen in den USA und Europa und analysierte deren Auswirkungen auf die transatlantischen Beziehungen und die Global Governance.
Nach seinem Tod wurden mit Hilfe einer Spendenkampagne der Familie Garrett, an welcher sich fast 300 Personen beteiligten, dass „Crister Stephen Garrett Scholarship“ eingerichtet. Das Scholarship unterstützt Schüler, Studierende und Hochschulabsolventen  bei der Finanzierung eines Auslandsaufenthalts.
Garrett war verheiratet und Vater von zwei Töchtern.

## Schriften (Auswahl)
- Towards a New Model of German Capitalism? The Mannesmann-Vodafone Merger and its Implications. in: German Politics, S. 83–102, 2001. doi:10.1080/09644000412331307404
- Constructing narratives of global order: The Obama presidency, TPP, TTIP, and the contested politics of geoeconomics. in: German Politics, S. 261–281, 2019. doi:10.1080/14788810.2018.1434107
- mit Catherine Sharpe, Martin Walter, Maria Zywietz: Introducing Service-Learning to Europe and Germany: The Case of American Studies at the University of Leipzig. in: Interdisciplinary Humanities, 2012, Vol. 29, Issue 3, S. 147–158.
- mit Stephen A. Garrett: Death and Politics: The Katyn Forest Massacre and American Foreign Policy. in: East European Quarterly, Boulder Bd. 20, Ausg. 4,  1986, S. 429.
- From Locarno to Liberation? Europe and the Politics of Public Memory in Unified Germany. in: Germany In Transition, Gale A. Mattox et al., Routledge, 1999.